# Tadeusz Jan Kazimierz Borkowski
Tadeusz Jan Kazimierz Borkowski (ur. 9 lipca 1890 we Lwowie, zm. 6 kwietnia 1946) – podpułkownik audytor Wojska Polskiego.

## Życiorys
Urodził się 9 lipca 1890 we Lwowie. Po zakończeniu I wojny światowej i odzyskaniu przez Polskę niepodległości został przyjęty do Wojska Polskiego. Został awansowany do stopnia kapitana w korpusie oficerów zawodowych sądowych ze starszeństwem z dniem 1 czerwca 1919. W kolejnych latach był sędzią w wojskowych sądach okręgowych. W 1923, 1924 był sędzią Wojskowego Sądu Okręgowego Nr VI we Lwowie. W 1928, 1932 pełnił funkcję kierownika Wojskowego Sądu Rejonowego Lwów. Został awansowany do stopnia majora w korpusie oficerów sądowych ze starszeństwem z dniem 1 stycznia 1932. 12 maja 1932 Prezydent RP mianował go sędzią orzekającym w wojskowych sądach okręgowych, a minister spraw wojskowych przeniósł do WSO Nr VI na stanowisko sędziego orzekającego. Na tym stanowisku służył do 1939 roku.
Po wybuchu II wojny światowej w okresie kampanii wrześniowej 1939 był szefem sprawiedliwości w sztabie Armii „Karpaty”. Po agresji ZSRR na Polskę z 17 września 1939 znalazł się na obszarze ZSRR, skąd wyszedł wraz z Polskimi Siłami Zbrojnymi, służąc w ich sądach polowych. Później był szefem 12 Sądu Polowego w strukturze 2 Korpusu Polskiego Polskich Sił Zbrojnych na Zachodzie.
Zmarł 6 kwietnia 1946. Został pochowany na Polskim Cmentarzu Wojennym w Loreto.

## Ordery i odznaczenia
- Złoty Krzyż Zasługi (19 marca 1936)[13][14]